# Хомутчанское сельское поселение
Хомутчанское сельское поселение — муниципальное образование в составе Ивнянского района Белгородской области. Административный центр — село Хомутцы.

## География
Сельское поселение расположено в верховьях реки Псёл. Административный центр связан с районным и областным центрами асфальтированной дорогой и расположен в 30 километрах от трассы Москва-Симферополь. Ближайшая железная дорога находится в посёлке Ивня, на расстоянии 25 км.

## История
Село Хомутцы было образовано от соседнего села Пены. Первоначально это было несколько домиков у дороги с Пен на Обоянь. Эта дорога проходила через село Павловка Курской области. Название село получило от ручейков для воды во время паводка, которые создавались на улицах. Сегодня можно наблюдать такие ручейки на таких улицах как Дегтярня, Холодная Гора, Выгон.
Первое упоминание села Хомутцы относится к 1684 году. Известно, что в деревне селились беглые крепостные крестьяне. C 1691 года до революции административно входило в Салотинский стан Обоянский уезд
В 1862 году в деревне Хомутцы было 103 дворов, в которых проживало 388 жителей мужского и 411 женского пола (799).
В Хомутцах преобладали следующие фамилии: Селиховы, Амелины, Беседины, Мазневы, Якшины, Платоновы, Чуриловы, Нечаевы, Рядинские, Озеровы, Польшины, Кожушковы, Никишины, Комаровы, Никулины, Переверзевы, Черкасины, Иваненковы, Стрельниковы, Чернышёвы, Руцкой, Шепелев, Чернышёвы.
В 1924 году территория поселения вошла в состав Борисовского уезда, а в 1928 года в Ивнянский район. В 1936 году в Хомутцах была открыта 7-летняя школа (1-й учитель Сердюков Дмитрий Ильич).
Хомутчанское сельское поселение 20 декабря 2004 года в соответствии с Законом Белгородской области № 159.

## Население
| 2010 | 2011 | 2012 | 2013 | 2014 | 2015 | 2016 | 2017 | 2018 |
| ---- | ---- | ---- | ---- | ---- | ---- | ---- | ---- | ---- |
| 691  | ↘689 | ↘679 | ↘659 | ↘641 | ↘628 | ↘624 | ↘614 | ↘592 |
| 2019 | 2020 | 2021 |      |      |      |      |      |      |
| ↘579 | ↘557 | ↗584 |      |      |      |      |      |      |

## Состав сельского поселения
| № | Населённый пункт | Тип населённого пункта       | Население |
| - | ---------------- | ---------------------------- | --------- |
| 1 | Самарино         | село                         | ↗178      |
| 2 | Хомутцы          | село, административный центр | ↘513      |

## Археология
На левом берегу реки Псёл, на песчаной дюне близ северной окраины села Хомутцы была обнаружена трёхчастная головка навершия древнерусского меча, изготовленная из металла белого цвета, вероятно, из белой бронзы. По своим морфологическим особенностям головка навершия может 
быть отнесена к типу ІІ по классификации А. Н. Кирпичникова.